# Ташкентська державна медична академія
Ташкентська державна медична академія (ТДМА) — вищий медичний навчальний заклад у Ташкенті, Узбекистан. Заснований у 1935 році на базі медичного факультету (з 1920) Середньоазійського університету. Готував лікарів основних лікарських спеціальностей, фармакологів, гігієністів.

## Історія
Медичний факультет Середньоазійського університету і клініка при ньому стали базуватися в корпусах колишнього Кадетського корпусу на лівому березі Салара. У цих корпусах розташовувався пізніше і Ташкентський медичний інститут (ТашМІ), що став згодом Першим Ташкентським державним медичним інститутом (Ташкентська медична академія).

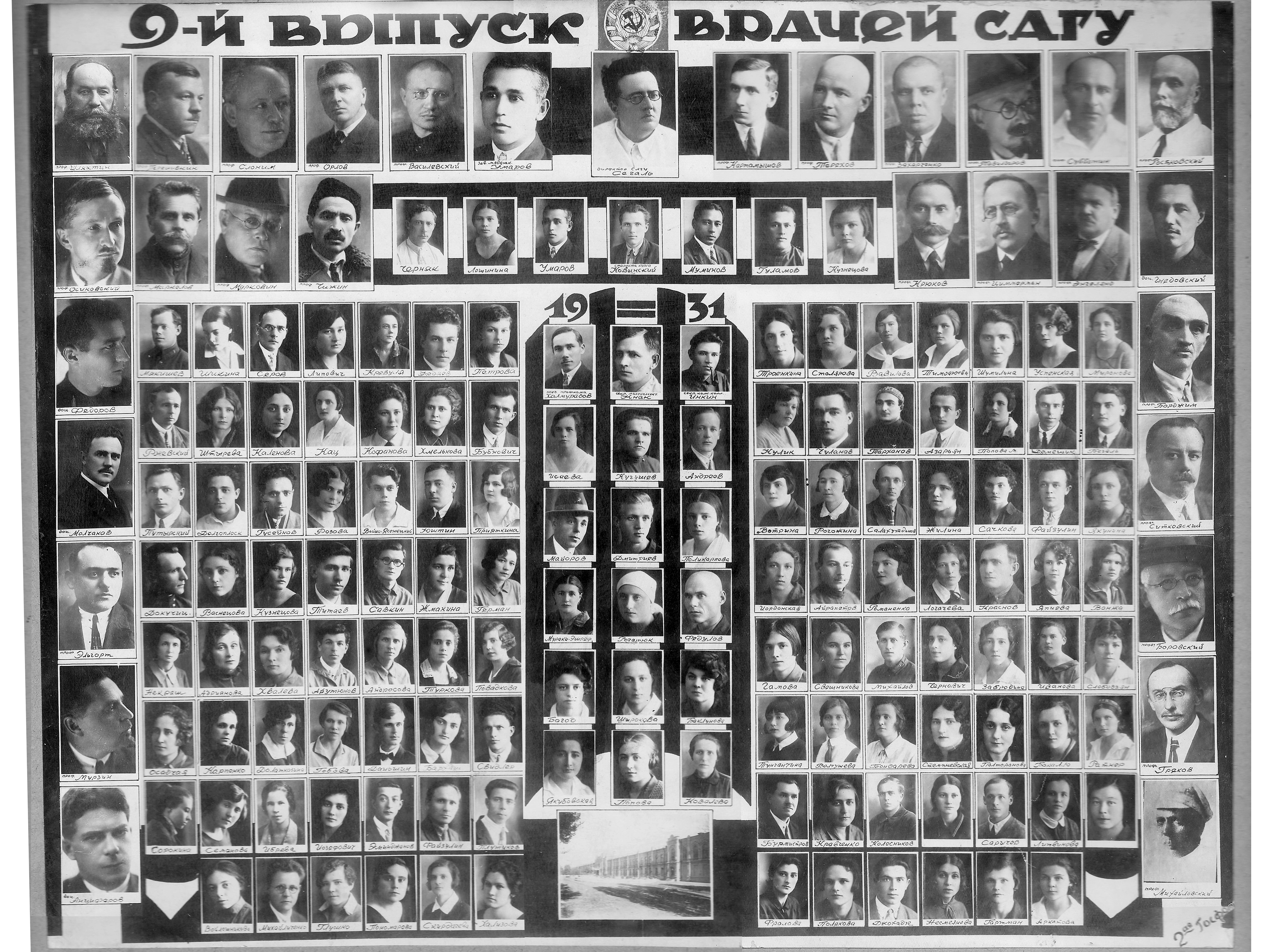
Групова світлина випускників і викладачів дев'ятого випуску лікарів Середньоазійського державного університету в Ташкенті

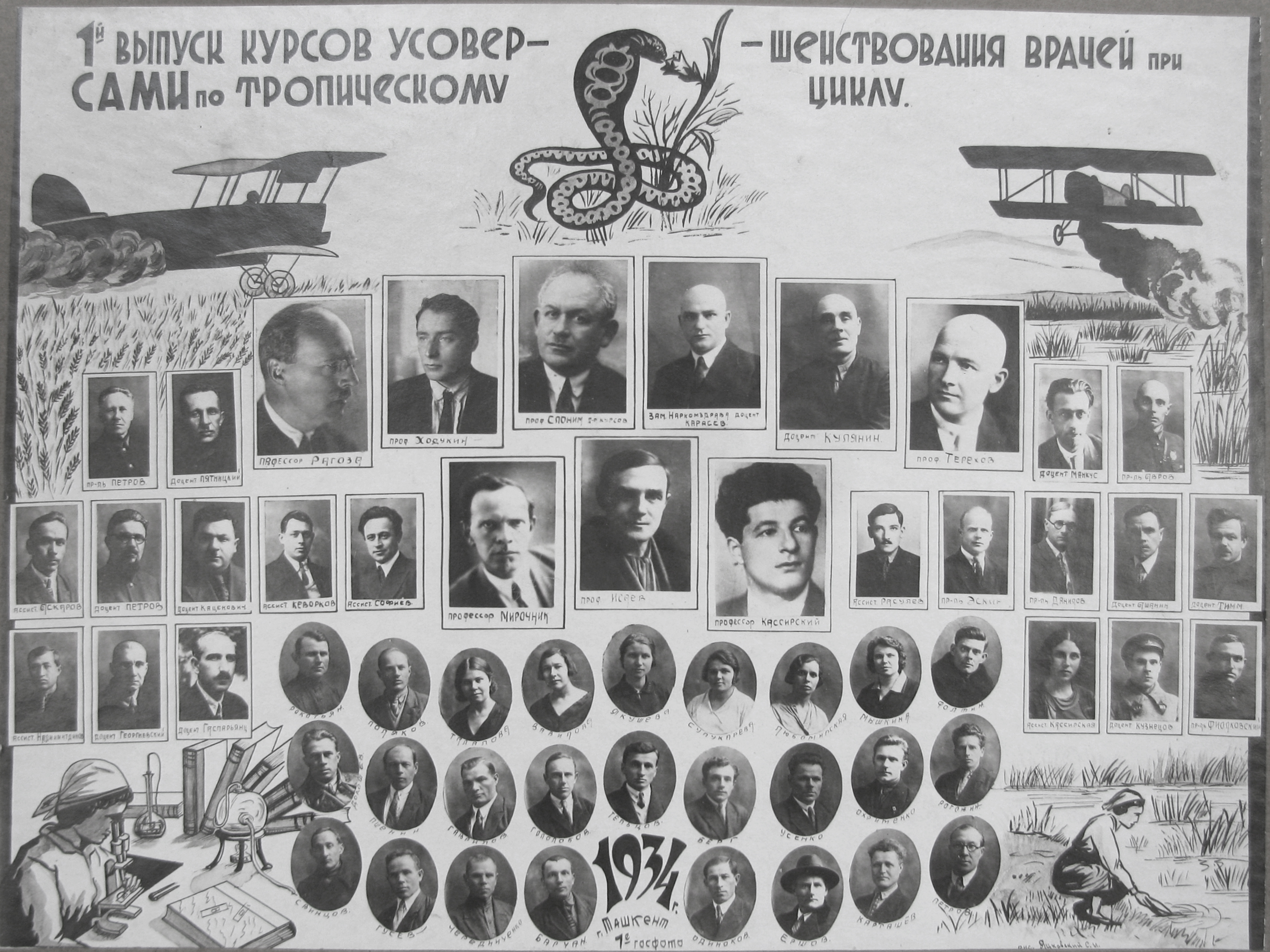
Групова світлина випускників і викладачів першого випуску курсів удосконалення лікарів по тропічному циклу при Середньоазійському медичному інституті в Ташкенті. 1934 рік

У складі Ташкентського медичного інституту в 1975 році перебували: факультети — лікувальний, санітарно-гігієнічний, стоматологічний, підготовче відділення, аспірантура, 67 теоретичних і клінічних кафедр, 36 клінічних баз, центральний науково-дослідна лабораторія, 2 проблемні лабораторії; 5 навчальних музеїв; бібліотека (700 тисяч одиниць зберігання).
У 1972 році педіатричний факультет Ташкентського медичного інституту виділився в самостійний Середньоазійський медичний педіатричний інститут.
У 1975/1976 навчальних роках у Ташкентському медичному інституті навчалося 6,5 тисяч студентів (у тому числі з 18 зарубіжних країн), працювало близько 800 викладачів, у тому числі 6 академіків і член-кореспондентів АМН СРСР і АН Узбецької РСР, 70 професорів і докторів наук, 470 доцентів і кандидатів наук.
З 1935 року видаються збірники наукових праць. За роки існування підготовлено 25 тисяч лікарів. Нагороджений орденом Трудового Червоного Прапора (1972).
У 1990 році на базі старих і нових корпусів ТашМІ в Ташкенті було утворено два медичних інститути: Перший Ташкентський державний медичний інститут і Другий Ташкентський Державний Медичний Інститут.
У 2005 році указом президента Республіки Узбекистан на базі Першого і Другого Ташкентських державних медичних інститутів була утворена Ташкентська державна медична академія.

## Випускники
- Аблямітов Фуат Якубович (1937—2007) — кримськотатарський громадський активіст, кандидат медичних наук (1973), депутат Верховної Ради АР Крим.